# Né Lopes
Né Lopes, pseudonimo di Manuel Alberto Cunha Lopes (Braga, 29 maggio 2000), è un calciatore portoghese, difensore dell'Oțelul Galați.

## Carriera
Cresciuto nel settore giovanile della squadra della sua città natale, il Braga, nel 2015 viene acquistato dal Gil Vicente, che gli fa fare le ossa mandandolo a giocare, in prestito, nella terza divisione portoghese con Leça, Espinho e Felgueiras 1932. Rientrato alla base in vista della stagione 2022-2023, ha esordito fra i professionisti il 13 novembre 2022, disputando l'incontro di Primeira Liga perso per 3-1 contro il Benfica.

## Statistiche

### Presenze e reti nei club
Statistiche aggiornate al 6 febbraio 2023.
| Stagione        | Squadra         | Campionato      | Campionato | Campionato | Coppe nazionali | Coppe nazionali | Coppe nazionali | Coppe continentali | Coppe continentali | Coppe continentali | Altre coppe | Altre coppe | Altre coppe | Totale | Totale |
| Stagione        | Squadra         | Comp            | Pres       | Reti       | Comp            | Pres            | Reti            | Comp               | Pres               | Reti               | Comp        | Pres        | Reti        | Pres   | Reti   |
| --------------- | --------------- | --------------- | ---------- | ---------- | --------------- | --------------- | --------------- | ------------------ | ------------------ | ------------------ | ----------- | ----------- | ----------- | ------ | ------ |
| 2019-2020       | Leça            | CdP             | 11         | 0          | CP              | 1               | 0               |                    | -                  | -                  |             | -           | -           | 12     | 0      |
| 2020-2021       | Espinho         | CdP             | 19         | 2          | CP              | 2               | 1               |                    | -                  | -                  |             | -           | -           | 21     | 3      |
| 2021-2022       | Felgueiras 1932 | L3              | 22         | 2          | CP              | 2               | 0               |                    | -                  | -                  |             | -           | -           | 24     | 2      |
| 2022-2023       | Gil Vicente     | PL              | 4          | 0          | CP+CdL          | 1+1             | 0               | UECL               | 0                  | 0                  |             | -           | -           | 6      | 0      |
| Totale carriera | Totale carriera | Totale carriera | 56         | 4          |                 | 7               | 1               |                    | 0                  | 0                  |             | -           | -           | 63     | 5      |